# Cheongju Early Printing Museum

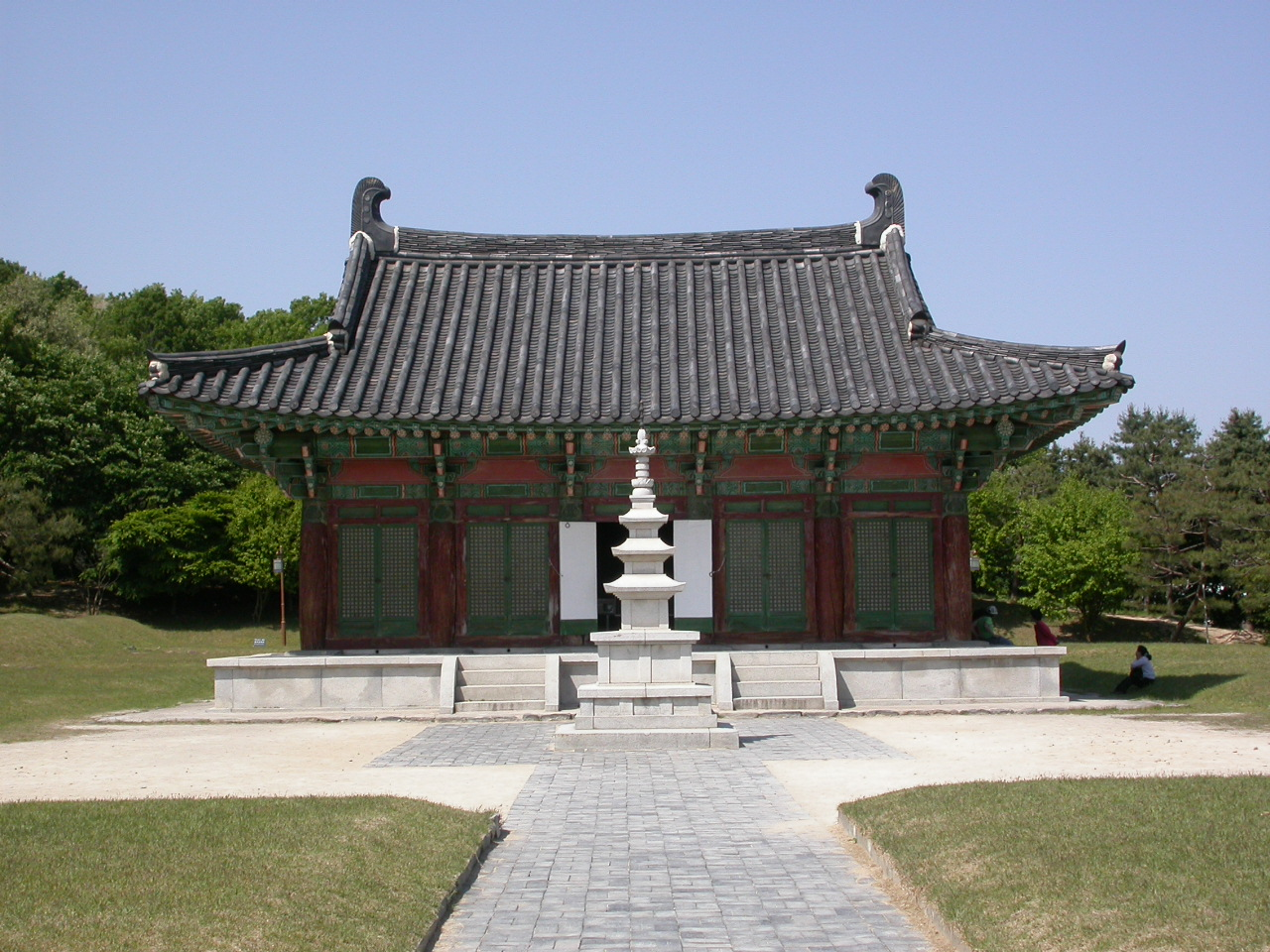
Auf dem Gelände des Museums: Das Heungdeoksa

Das Cheongju Early Printing Museum (청주고인쇄박물관 Cheongju Goinswae Bangmulgwan) ist ein Museum in der Stadt Cheongju in Südkorea.

## Geschichte
Erbaut wurde es vom 7. Mai 1986 bis zum 17. März 1992. Seitdem verwaltet die Stadt Cheongju das Gebäude.
Das Museum widmet sich dem Jikji, einem Buch, das von den Lehren des Zens großer buddhistischer Priester handelt und vom buddhistischen Mönch Baegun (백운) während der Goryeo-Zeit (918–1392) einige Jahre vor der Veröffentlichung des Buches im Jahr 1377 verfasst wurde. Der Druck erfolgte bereits 78 Jahre vor Johannes Gutenberg, der als Erfinder des Buchdrucks gilt.